# Melitta
Melitta is een geslacht van vliesvleugelige insecten van de familie Melittidae.

## Soorten
- M. aegyptiaca (Radoszkowski, 1891)
- M. albida Cockerell, 1935
- M. americana (Smith, 1853)
- M. arrogans (Smith, 1879)
- M. barbarae Eardley, 2006
- M. bicollaris Warncke, 1973
- M. budensis (Mocsáry, 1878)
- M. californica Viereck, 1909
- M. cameroni (Cockerell, 1910)
- M. changmuensis Wu, 1988
- M. danae Eardley, 2006
- M. dimidiata Morawitz, 1876
- M. eickworti Snelling & Stage, 1995
- M. ezoana Yasumatsu & Hirashima, 1956
- M. fulvescenta Wu, 2000
- M. guichardi Michez, 2007
- M. haemorrhoidalis

Klokjesdikpoot (Fabricius, 1775)
- M. harrietae (Bingham, 1897)
- M. heilungkiangensis Wu, 1978
- M. hispanica Friese, 1900
- M. iberica Warncke, 1973
- M. japonica Yasumatsu & Hirashima, 1956
- M. kastiliensis Warncke, 1973
- M. katherinae Eardley, 2006
- M. latronis Cockerell, 1924
- M. leporina

Klaverdikpoot (Panzer, 1799)
- M. maura (Pérez, 1896)
- M. melanura (Nylander, 1852)
- M. melittoides (Viereck, 1909)

- M. mongolica Wu, 1978
- M. montana Wu, 1992
- M. murciana Warncke, 1973
- M. nigrabdominalis Wu, 1988
- M. nigricans

Kattenstaartdikpoot Alfken, 1905
- M. piersbakeri Engel, 2005
- M. rasmonti Michez, 2007
- M. schmiedeknechti Friese, 1898
- M. schultzei Friese, 1909
- M. seitzi Alfken, 1927
- M. sibirica (Morawitz, 1888)
- M. tomentosa Friese, 1900
- M. tricincta

Ogentroostdikpoot Kirby, 1802
- M. udmurtica Sitdikov, 1986
- M. whiteheadi Eardley, 2006